# Monte Apo
O Monte Apo é o ponto mais alto das Filipinas. É um estratovulcão com 2954 m de altitude, três cumes, um pequeno lago de cratera e situa-se perto de Davao. O parque em seu redor é rico em biodiversidade.
É um destino popular turístico para escaladas.

## Imagens

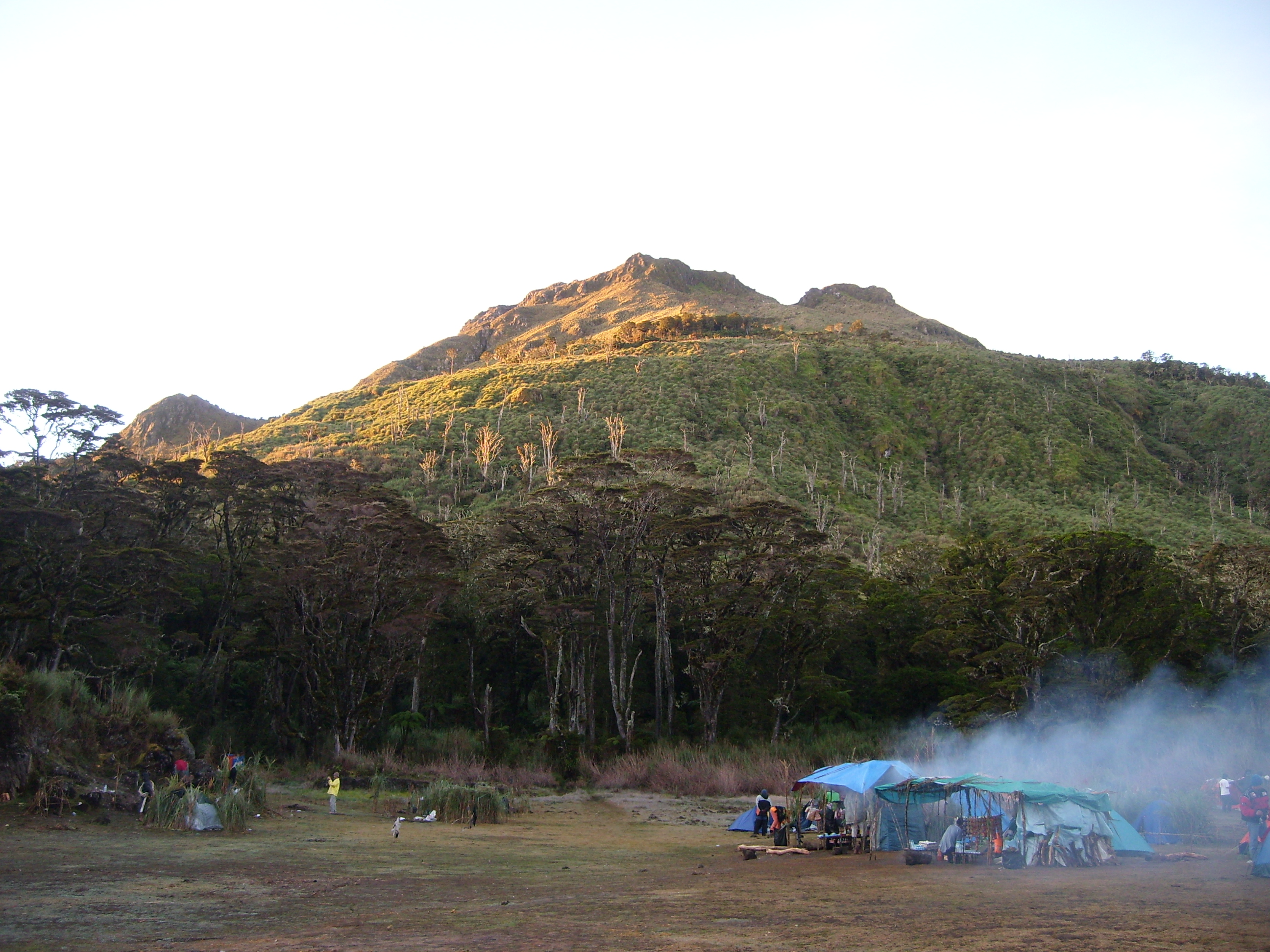
Monte Apo e a sua base, vistos do lago Venado.
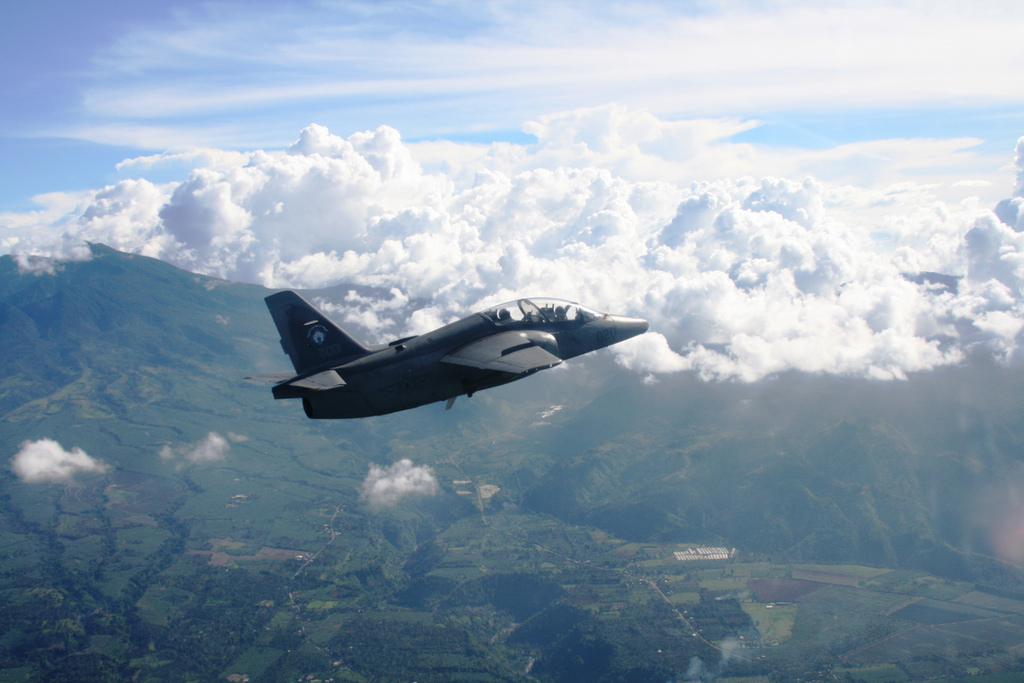
Avião militar filipino sobrevoa o monte Apo.
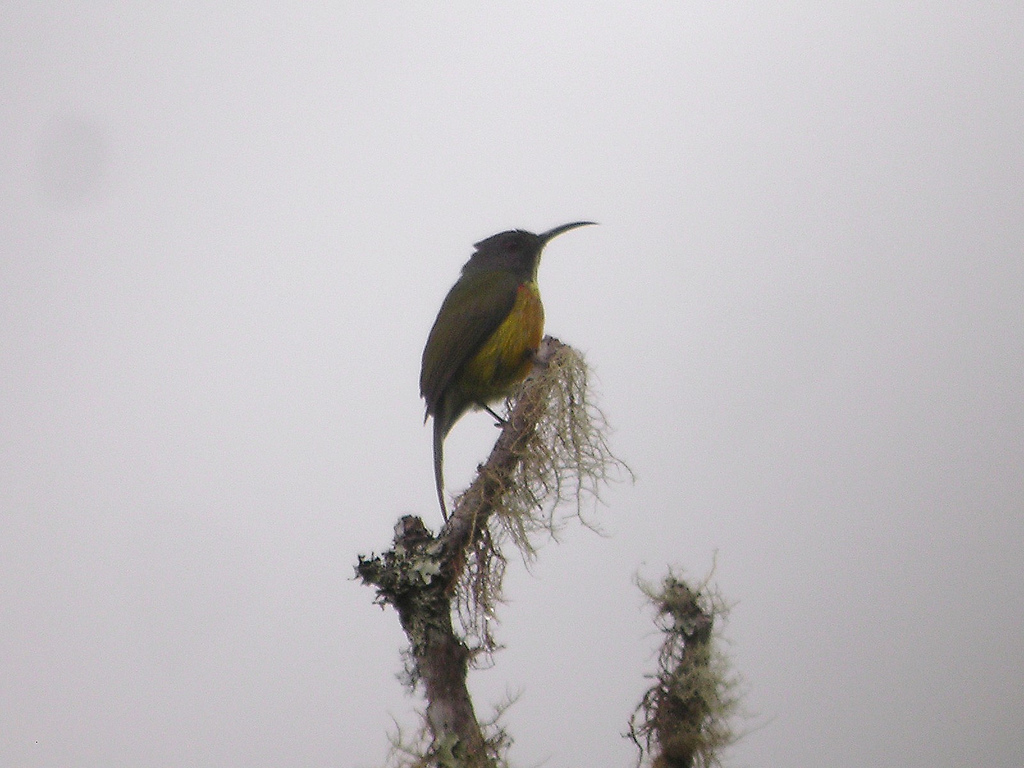
Aethopyga boltoni no monte Apo.
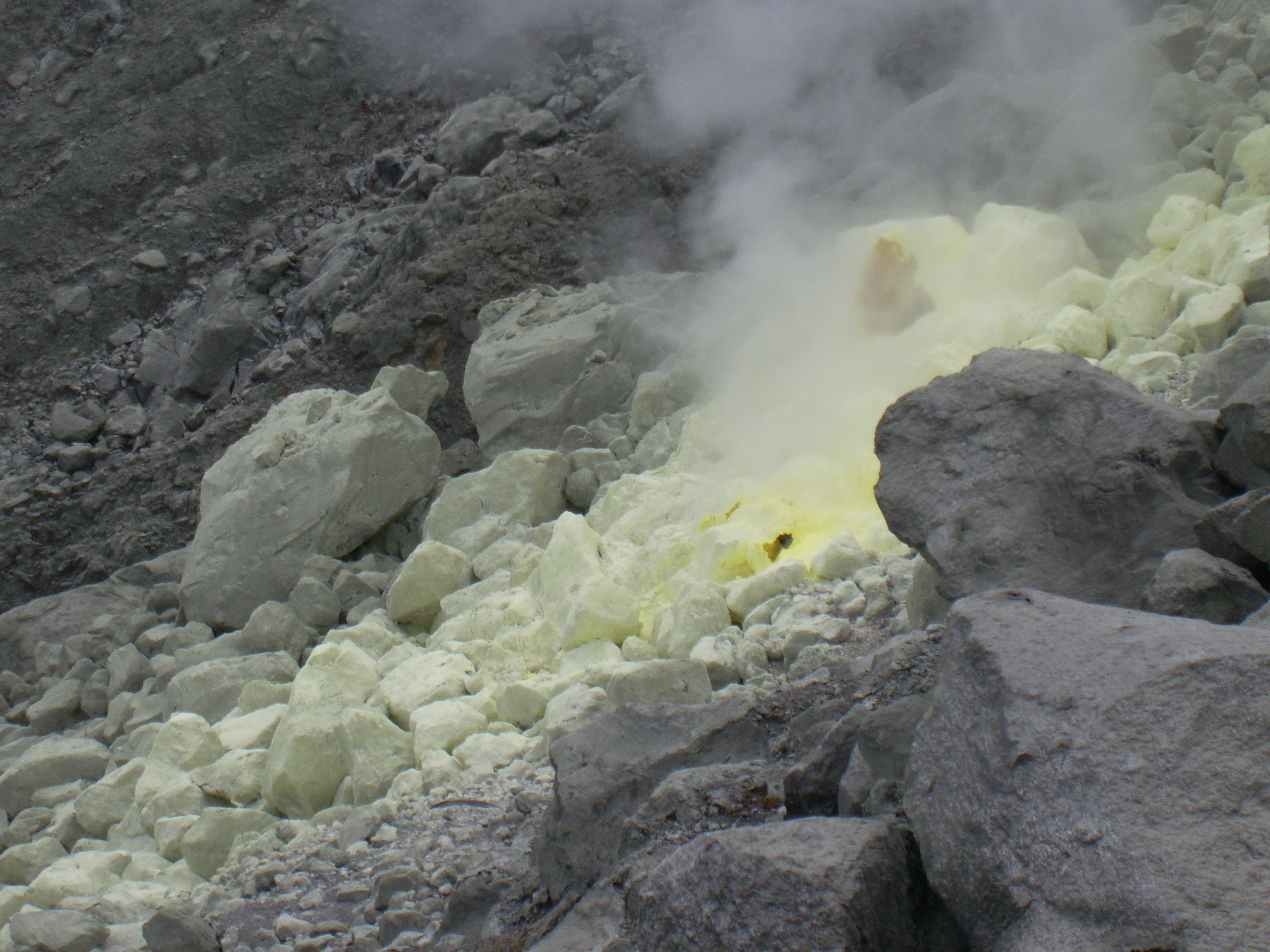
Fumarola de fonte hidrotermal
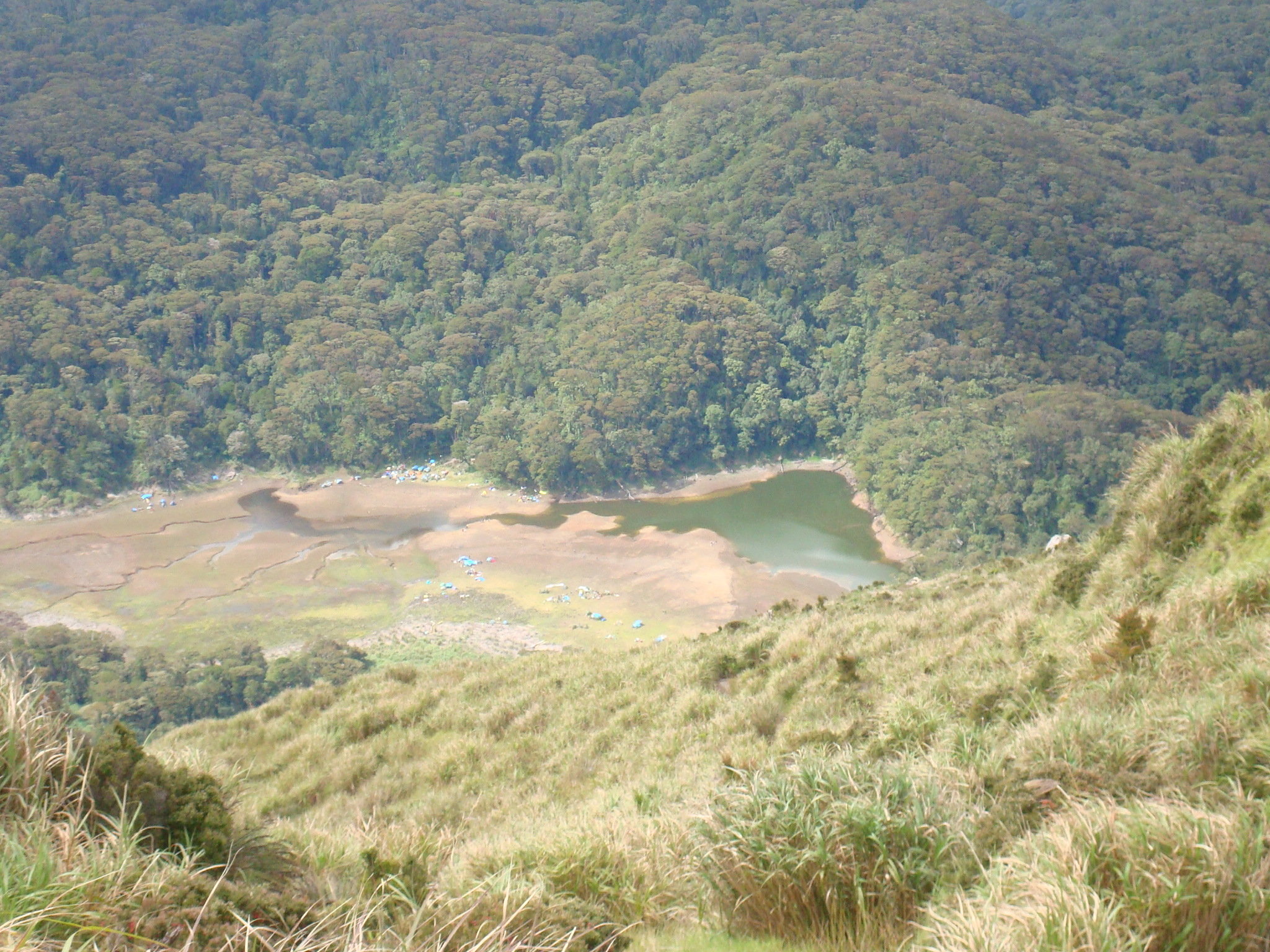
Lago Venado